# Красный, Виталий Сергеевич
Виталий Сергеевич Красный (род. 6 декабря 1987; Перевальск, Луганская область, Украинская ССР, СССР) — российский военнослужащий, младший лейтенант и командир отделения специального назначения. Участник российско-украинской войны. Герой Российской Федерации (2023).

## Биография
Виталий родился в городе Перевальске Луганской области.
В возрасте четырёх лет переехал вместе с родителями в город Тольятти Самарской области. По профессии является токарем. Его родственники по мужской линии имели военный опыт, воевали в годы Великой Отечественной войны.
В 2014 году участвовал в войне на Донбассе на стороне пророссийских сепаратистов. Затем заключил контракт с Министерством обороны Российской Федерации.
Участник российского вторжения на Украину в 2022 году. В ходе боевых действий Красный получил осколочное ранение ноги и руки, после чего лечился в Самарском областном госпитале ветеранов войн. Реабилитация была организована и пройдена в Тольятти. После выписки Виталий вернулся на фронт, где продолжает нести свою службу.

## Звания и награды
- Герой Российской Федерации (2023)
- Орден Мужества
- Георгиевский крест (IV степени)